# Списък на обектите на световното наследство на ЮНЕСКО в Северна Македония
Това е списък на обектите на световното наследство на ЮНЕСКО в Република Македония.

## Обекти в списъка на световното наследство
Към 2016 г. има един обект в Република Македония, който е вписан в списъка на обектите на световното наследство.
| Снимка | Име                                              | Място                                                               | Вид (критерий)          | Дата       | Номер |
| ------ | ------------------------------------------------ | ------------------------------------------------------------------- | ----------------------- | ---------- | ----- |
|        | Естествено и културно наследство на регион Охрид | Община Охрид, Югозападен статистически регион в Република Македония | Mixed (i, iii, iv, vii) | 1979, 1980 | 99    |

## Обекти в изчакващия списък
| Снимка | Име                           | Място                                                                             | Вид (критерий)            | Дата | Номер |
| ------ | ----------------------------- | --------------------------------------------------------------------------------- | ------------------------- | ---- | ----- |
|        | Слатински извор               | Югозападен статистически регион в Република Македония                             | Естествен (vii, viii, ix) | 2004 | 1917  |
|        | Маркови кули                  | Прилеп, Пелагонийски статистически регион                                         | Естествен (vii, viii, ix) | 2004 | 1918  |
|        | Мегалитна обсерватория Кокино | Община Старо Нагоричане, Североизточен статистически регион в Република Македония | Културен (i, ii, iii)     | 2009 | 5413  |